# 旧县乡 (东平县)
旧县乡，是中华人民共和国山東省泰安市东平县下辖的一个乡镇级行政单位。该乡位于东平县西北，面积73平方千米，人口约2.8万人，是东平县人口最少的乡镇级行政单位。该乡因盛产粉条而被称为“中国粉条第一乡”，楚汉战争时项羽的头颅亦安葬于其境内。

## 历史
旧县乡为先秦阳谷邑城所在地。春秋战国时期属齐地，齐、鲁等国君主数次在此地会盟。公元前202年，项羽战败，刘邦以鲁公礼将项羽头颅安葬于此。秦代，旧县属济北郡，两汉属东郡。北魏时属于济州，隋代属于济北郡，唐代属济州。北宋时期属郓州东阿县，此时东阿县县治位于旧县乡境内。金代属东平府。元代时属东平路东阿县。明代，旧县属东平州东阿县。清代、民国属东阿县。
1938年，日本军队占领旧县境。1940年6月，日军为了加强控制而在旧县境内实行保甲制。1945年10月，平阿县撤销，旧县乡属于平阴县。1958年10月16日，旧县公社并入东阿公社，1959年1月30日随平阴县的撤销改属东平县。同年9月14日，平阴县恢复，旧县地区再属平阴。1960年2月，旧县南部的北吉城、 大吉城、 屯村铺、王古店、陈山口、高徐、山窝、浮粮店16个生产大队由平阴县划归梁山县，当年，东平湖水库建成，水库淹没了今旧县乡西部土地，导致旧县人民大举外迁。次年10月这16个大队又划归平阴。1962年2月14日，旧县公社重新建立。1963年，东平湖水库改为二级湖，东平湖水位大幅降低，原来淹没的旧县土地大部分又重新出露，许多旧县人又回迁。至1976年，旧县公社下辖4个管理区，分别为旧县、吉城、尹村、王古店。1984年5月，旧县人民公社撤销，建立旧县区，下辖吉城、旧县、尹村三个乡。1985年9月20日旧县区撤销，吉城、尹村两个乡并入旧县乡，合并后的旧县乡所辖境域同原旧县区并无差别，仍为30个行政村。
1996年1月23日，为了管理东平湖方便，平阴县旧县乡整建制划归东平县管辖。

## 自然环境
旧县乡位于东平县西北部，总面积73平方公里（一说70.9平方公里），东西横距4公里，南北纵距20公里，呈东西窄南北长的条形。东为济南市平阴县洪范池镇，北为平阴县东阿镇，西北隔黄河与聊城市东阿县相望，西为东平县斑鸠店镇，西南为东平湖，南为老湖镇。乡政府驻地与东平县政府驻地直线距离约29.5公里，但路程则有45公里；与平阴县政府直线距离约26公里，路程约30公里；与东阿县政府直线距离约23公里。
旧县乡整体地势东高西低。最高的大红山海拔377米，最低的大鹅山海拔仅有40米。东部为山坡、丘陵地带，占总面积的51.8%；平原和涝洼地分布于西部，占总面积25.26%；其余主要是东平湖水面，占总面积22.8%。旧县乡境内主要分布有褐土、潮土两种土壤。其中褐土主要有石渣土、岭砂土两种，土壤贫瘠、土层较薄，占总面积83.8%；潮土主要分布于黄河滩区一带，由黄河淤积而成，土壤肥沃、土层厚，占总面积16.2%。
旧县乡境内有大片东平湖水域和黄河、小清河两条主要自然河流，其中黄河在旧县乡北境自西向东流过，长1.54公里，小清河自南向北在旧县乡西境流过，长4.25公里。旧县乡境内有三座水库塘坝，但一般年份不蓄水。旧县乡境内的地表水和地下水资源都比较丰富，但山区相对缺水且全乡水污染严重。由于粉条制作造成的严重水污染，当地地下水长期无法达到饮用水标准，水污染造成大量鱼虾死亡，也导致肝脾肿大成为当地流行的地方病。南水北调工程通水后，为了保证供水质量，旧县境内的粉条加工小作坊大批关闭，水污染状况有所改善。

## 人口
旧县乡是东平县人口最少的乡镇，2016年，旧县乡有约2.8万人，其中2.7万人为农村居民。
2010年中国第六次人口普查时，旧县乡共有人口24992人，其人口仅占东平县总人口3.7%左右。共有家庭7624户，平均每户3.27人。14岁以下的少年儿童共3654人，占总人口14.62%；15-64岁人口共18260人，占总人口73.06%；65岁及以上的老年人共3078人，占总人口的12.32%。男性共计12332人，占总人口48.34%；女性共计12660人，占总人口50.66%。本地居住的人口中，本地户籍人口为24625人，占98.53%。

## 经济
2016年，旧县乡农业产值2.3亿元，工业产值25.11亿元。旧县乡耕地面积22950亩，其中有效灌溉面积20655亩，人均0.85亩，地瓜为当地重要的农业作物，当年粮食产量1021万公斤，蔬菜和菌类产量6375万公斤。旧县乡境内共有工业企业89个，服装产业、地瓜加工产业等产业为重要的工业类型。地瓜加工特别是粉条制曾为旧县乡支柱产业，旧县乡因此被成为“中国粉条第一乡”，1995年联合国薯类研究会曾在旧县乡召开。但之后为了保护环境，当地粉条小作坊大多被取缔。
在1958年前，旧县人均土地较多，生活相对丰裕，但1960年至1963年间，旧县乡许多土地被东平湖淹没，民众大举外迁，旧县乡因此成为了“花钱靠贷款，吃饭靠统销”的贫困乡，后来旧县发展地瓜种植和地瓜加工产业，使旧县乡的贫困状况有所改变。但至今，旧县乡是东平经济较不发达的乡镇之一。2016年，旧县乡农村居民人均纯收入11604元，财政总收入3245.3万元。当年年末，旧县乡境内仍有贫困村8个，贫困户365户，贫困人口837人。

## 行政区划
旧县乡下辖21个自然村，30个行政村。30个行政村又分属旧县、吉城、王古店、尹村四个管理区。旧县乡下辖的行政村如下：
旧县一村、旧县二村、旧县三村、旧县四村、王古店一村、王古店二村、王古店三村、王古店四村、王古店五村、大吉城一村、大吉城二村、大吉城三村、大吉城四村、大吉城五村、北吉城村、陈山口村、高徐村、山窝村、浮粮村、寨子一村、寨子二村、寨子三村、尹村一村、尹村二村、尹村三村、姬庄村、姜沟村、大鹅山村、东鹅山村和囤村铺村。
旧县乡境内的自然村如下：
旧县村、寨子村、陈山口村、高庄村、黄庄村、徐庄村、山窝村、浮粮店村、北吉城村、大吉城村、孟楼村、屯村铺村、南王古店村、王古店村、大鹅山村、小鹅山村、东鹅山村、尹村、姬庄村、池口村和前姜沟村。

## 旅游与名胜古迹
旧县乡临近中国国家4A级风景区东平湖景区，境内有东平湖屯村铺旅游码头、东平湖大溶洞旅游风景区、石碣村影视基地等人文旅游景点和旅游服务区。境内还有僧安道壹洪顶山摩崖刻經、项羽头葬地、旧县邑遗址、阳谷邑城遗址、秦氏节孝坊、阳谷山、碧霞祠等历史文化古迹。
文化大革命期间，旧县乡的许多文物古迹遭到毁灭性破坏。如西楚霸王墓的坟头被铲平，碑记被砸毁，有两千年树龄的汉代柏树也遭砍伐。